# Chiesa della Santissima Trinità (Cefalù)
La chiesa della Santissima Trinità è un edificio religioso di Cefalù.

## Descrizione
Si trova alle pendici della Rocca ed apparteneva in origine alla omonima confraternita, la cui esistenza è attestata già nel 1430. La chiesa venne ricostruita nel XVI secolo, secondo una tradizione non documentata con la collaborazione di Jacopo Del Duca. Era annessa al successivo convento di San Domenico, trentaduesima istituzione dell'Ordine dei frati predicatori in terra di Sicilia fondata nel 1548 da fra Girolamo di Lipari.
La facciata, intonacata, presenta un portale decorato con motivi floreali, festoni e testine di angeli.
L'interno è a tre navate, separate da file di colonne sormontate da archi a serliana, che sono stati attribuiti al progetto di Del Duca. Le navate terminano in un'abside centrale fiancheggiata da altre due più piccole.